# Parker Wotherspoon
Pour les articles homonymes, voir Wotherspoon.
Parker Wotherspoon (né le 24 août 1997 à Surrey dans la province de Colombie-Britannique au Canada) est un joueur professionnel canadien de hockey sur glace. Il évolue au poste de défenseur.

## Biographie
Son frère Tyler est également joueur professionnel.

### Carrière en club
En 2013, il commence sa carrière junior dans la Ligue de hockey de l'Ouest avec les Americans de Tri-City. Il est choisi au 4e tour, en 112e position par les Islanders de New York lors du repêchage d'entrée dans la LNH 2015. En 2015-2016, il joue ses premiers matchs en senior avec les Sound Tigers de Bridgeport, club-école des Islanders de New York dans la Ligue américaine de hockey. Le 23 décembre 2022, il joue son premier match dans la Ligue nationale de hockey avec les Islanders de New York face aux Panthers de la Floride. Le 3 janvier 2023, il enregistre son premier point, une assistance, face aux Canucks de Vancouver.

### Carrière internationale
Il représente le Canada en sélections jeunes.

## Trophées et honneurs personnels
- LHOu :
  - 2016-2017 : nommé dans la deuxième équipe d'étoiles de la conférence Ouest.

## Statistiques

### En club
| Saison     | Équipe                     | Ligue      |    | Saison régulière | Saison régulière | Saison régulière | Saison régulière | Saison régulière |   | Séries éliminatoires | Séries éliminatoires | Séries éliminatoires | Séries éliminatoires | Séries éliminatoires |
| Saison     | Équipe                     | Ligue      | PJ | B                | A                | Pts              | Pun              | PJ               | B | A                    | Pts                  | Pun                  |                      |                      |
| 2012-2013  | Americans de Tri-City      | LHOu       | 5  | 0                | 0                | 0                | 4                | 2                | 0 | 0                    | 0                    | 0                    |                      |                      |
| 2013-2014  | Americans de Tri-City      | LHOu       | 62 | 2                | 16               | 18               | 74               | 5                | 0 | 2                    | 2                    | 2                    |                      |                      |
| 2014-2015  | Americans de Tri-City      | LHOu       | 72 | 9                | 33               | 42               | 93               | 4                | 0 | 1                    | 1                    | 4                    |                      |                      |
| 2015-2016  | Americans de Tri-City      | LHOu       | 71 | 11               | 45               | 56               | 78               | -                | - | -                    | -                    | -                    |                      |                      |
| 2015-2016  | Sound Tigers de Bridgeport | LAH        | 6  | 0                | 1                | 1                | 15               | 2                | 0 | 1                    | 1                    | 0                    |                      |                      |
| 2016-2017  | Americans de Tri-City      | LHOu       | 69 | 10               | 56               | 66               | 99               | 4                | 0 | 1                    | 1                    | 8                    |                      |                      |
| 2016-2017  | Sound Tigers de Bridgeport | LAH        | 4  | 0                | 0                | 0                | 4                | -                | - | -                    | -                    | -                    |                      |                      |
| 2017-2018  | Sound Tigers de Bridgeport | LAH        | 50 | 7                | 10               | 17               | 24               | -                | - | -                    | -                    | -                    |                      |                      |
| 2018-2019  | Sound Tigers de Bridgeport | LAH        | 64 | 6                | 17               | 23               | 51               | 5                | 0 | 0                    | 0                    | 2                    |                      |                      |
| 2019-2020  | Sound Tigers de Bridgeport | LAH        | 62 | 4                | 23               | 27               | 82               | -                | - | -                    | -                    | -                    |                      |                      |
| 2020-2021  | Sound Tigers de Bridgeport | LAH        | 23 | 1                | 3                | 4                | 35               | -                | - | -                    | -                    | -                    |                      |                      |
| 2021-2022  | Islanders de Bridgeport    | LAH        | 57 | 3                | 21               | 24               | 127              | 6                | 0 | 1                    | 1                    | 4                    |                      |                      |
| 2022-2023  | Islanders de New York      | LNH        | 12 | 0                | 1                | 1                | 4                | -                | - | -                    | -                    | -                    |                      |                      |
| 2022-2023  | Islanders de Bridgeport    | LAH        | 27 | 1                | 11               | 12               | 27               | -                | - | -                    | -                    | -                    |                      |                      |
| 2023-2024  | Bruins de Providence       | LAH        | 19 | 1                | 4                | 5                | 20               | -                | - | -                    | -                    | -                    |                      |                      |
| 2023-2024  | Bruins de Boston           | LNH        | 41 | 0                | 8                | 8                | 31               | 10               | 0 | 2                    | 2                    | 6                    |                      |                      |
| Totaux LNH | Totaux LNH                 | Totaux LNH | 53 | 0                | 9                | 9                | 35               | 10               | 0 | 2                    | 2                    | 6                    |                      |                      |

### En équipe nationale
| Année | Compétition                          |   | PJ | B | A | Pts | Pun | +/-                |  | Résultat |
| 2015  | Championnat du monde moins de 18 ans | 7 | 1  | 4 | 5 | 6   | +9  | Médaille de bronze |  |          |